# M39 (Fernstraße)
Die M39 ist eine teilweise autobahnartig ausgebaute Fernstraße in Kasachstan, Kirgisistan und Usbekistan. Sie führt vom usbekischen Termiz bis ins kasachische Almaty. „M39“ ist die sowjetische Bezeichnung, in Kasachstan ist sie Teil der A2. Abschnitte der M39 sind Teil der Europastraßen 010, 40,  125, 60, 004 und  123 sowie des Asian Highway 5.

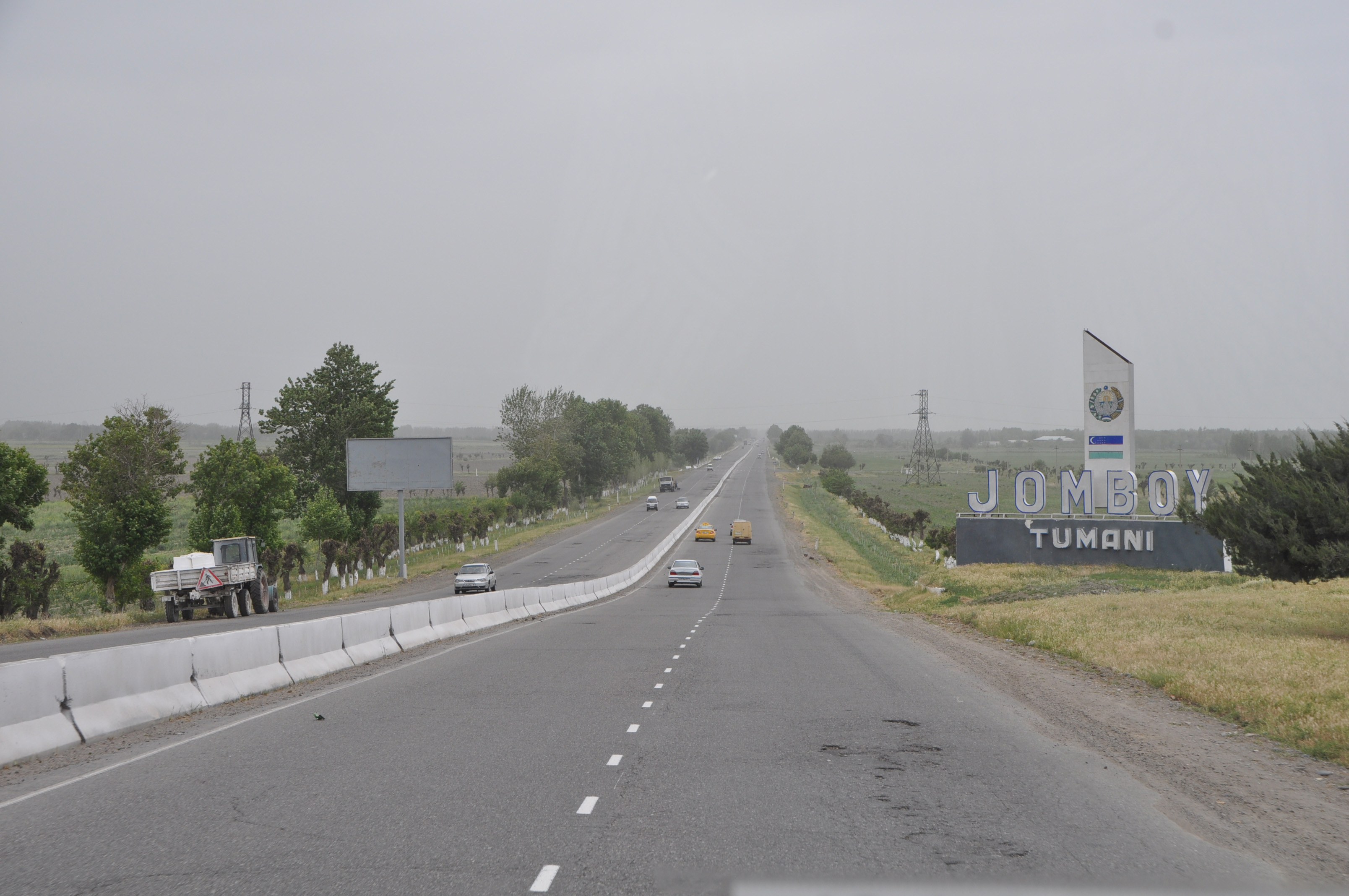
Die M39 in der Nähe von Jomboy, Usbekistan

## Verlauf

### Kasachstan und Kirgisistan
Die Straße beginnt in Almaty und verlässt die Stadt von dort aus als A2 in Richtung Westen. Dort passiert sie Kaskelen und zweigt dann bei Kelen (Kasachstan) in Richtung Süden von der A2 ab. Dann passiert die Straße Kordai und überquert dort die kirgisische Grenze.
Dort führt durch verschiedene Vororte der kirgisischen Hauptstadt Bischkek. In Bischkek biegt sie nach Westen ab und führt über die westlichen Vororte Bischkeks Schopokow und Sokuluk nach Karabalta, wo die M41 nach Süden abzweigt. Dann führt sie weiter nach Westen und überquert wieder die kasachische Grenze.
Wieder in Kasachstan umfährt sie nördlich Taras, führt weiter nach Südwesten und passiert dann Schymkent im Westen. Von dort führt sie als Autobahn ausgebaut geradewegs zur usbekischen Grenze.

### Usbekistan
Die M39 mündet von Norden in die Taschkenter Ringautobahn und verlässt sie wieder in Richtung Südwesten. Dort passiert sie nach Sirdaryo kurz wieder Kasachstan. Dann, wieder in Usbekistan, führt sie geradewegs u. a. über Jizzax und Gʻallaorol nach Samarqand. Sie führt im Osten an der Samarqand vorbei und verläuft weiter nach Südwesten. Bei Gʻuzor beschreibt sie eine Kurve nach Südosten und führt nach Termiz, wo sie schließlich endet.

## Geschichte
Die M39 ist eine der wichtigsten Straßenverbindungen Zentralasiens, obwohl sie seit der Auflösung der Sowjetunion aufgrund von Grenzkontrollen an Bedeutung verloren hat. Der kasachische Abschnitt wurde 20 Jahre nach Ende der Sowjetunion analog zur Umbenennung aller anderen kasachischen Fernstraßen in A2 umbenannt. Teile der A2 wurden neu gebaut, um kirgisische Grenzposten zu umgehen. Dadurch entstand erstmals seit der Sowjetunion eine durchgehende Verbindung ohne Grenzkontrollen von Almaty bis nach Schymkent und der Umweg über Bischkek entfiel.

## Ausbau
Die Straße ist durchgehend asphaltiert. In Usbekistan ist sie bereits teilweise zur Autobahn ausgebaut worden, weitere Abschnitte sollen folgen. In Kasachstan ist sie bereits fast durchgehend autobahnähnlich ausgebaut, in Kirgisistan ist nur der Abschnitt von Bischkek nach Schopokow zur Autobahn ausgebaut.